# Поза часом (фільм)
Поза часом (англ. Out of Time) — гостросюжетний американський детективний трилер Карла Френкліна. Вийшов на екрани в 2003 році. У ролях: Дензел Вашингтон, Єва Мендес, Сена Латан.

## Сюжет
Метт Лі Вітлок (Дензел Вашингтон) — шанований в окрузі шериф. Але мало хто в місті знає, які проблеми у нього в житті. Вітлок довго і болісно розлучається з дружиною (вона ж слідчий з відділу вбивств), паралельно маючи роман зі своєю однокласницею Енн, котра до того ж, як з'ясовується, смертельно хвора, їй потрібне дороге лікування, а її чоловік знущається з неї. Метт і Енн зважуються на велику аферу з грошима. У ніч після оборудки загоряється будинок коханки шерифа. На ранок з'ясується, що вона та її чоловік згоріли, а гроші пропали. Розслідування цієї справи доручено дружині Вітлока. І йому треба буде постаратися випередити час і своїх колег, щоб урятувати себе від звинувачення у вбивстві.

## У ролях
| Актор            | Роль              |
| ---------------- | ----------------- |
| Дензел Вашингтон | Метт Лі Уїтлок    |
| Єва Мендес       | Алекс Діас Уїтлок |
| Сена Латан       | Енн мера Харрісон |
| Дін Кейн         | Кріс Харрісон     |
| Джон Біллінгслі  | Че                |
| Алекс Картер     | Пол Кебот         |
| Нора Данн        | доктор Донован    |

## Знімальна група
- Режисер — Карл Франклін
- Композитор — Грем Ревелл